# Duché de Bretagne
Pour les articles homonymes, voir Bretagne (homonymie).
938–1547
Entités précédentes :
- Royaume de Bretagne

Entités suivantes :
- Royaume de France 
 (Province de Bretagne)

Le duché de Bretagne est un duché féodal qui exista de 938 à 1547. Son territoire, partie de celui de l'ancienne Armorique, correspond à la région Bretagne actuelle avec une grande partie du département de la Loire-Atlantique où se trouvent la ville de Nantes et l'ancien pays de Retz.
Le duché s'est successivement trouvé sous l'influence de puissances voisines. D'abord dominé par les ducs de Normandie, le duché de Bretagne subit les influences politiques respectives du royaume de France et du royaume d'Angleterre, malgré cela il garde son caractère d'entité politique strictement distincte de ces deux dernières. Le royaume d'Angleterre exerce une influence très importante sur le duché de Bretagne à partir du XIIe siècle, ce qui fut la cause de guerres civiles en Bretagne.
Succédant au royaume de Bretagne, le duché naît en 938, encore pour partie occupé par les troupes vikings du chef Incon. Alain Barbetorte, petit-fils du dernier roi de Bretagne Alain Ier Le Grand, libère le pays du joug normand et devient alors le premier duc de Bretagne. Pendant près de trois siècles, du Xe au XIIe siècle, les grandes maisons comtales bretonnes (Nantes, Rennes, Cornouaille) se disputent ardemment le pays breton et dirigent le duché les unes après les autres.
Au milieu du XIIe siècle, le duché devient un véritable enjeu géostratégique pour les deux grandes puissances européennes que sont la France et l'Angleterre. La dynastie des Plantagenêts et la maison de France placent leurs ducs à la tête du duché afin de le contrôler. Les ducs imposés par les deux puissances rivales n'auront de cesse que de prendre leur indépendance vis-à-vis des puissances convoitant le duché, au point que les ducs d'origine française réussissent, du début du XIIIe à la fin du XVe siècle, et même en pleine guerre de Cent Ans, à affirmer la puissance de l'État breton toujours indépendant.
Les maisons héritières de Bretagne se sont plusieurs fois alliées à des branches de la maison capétienne. Après près de soixante ans de lutte, autant militaire que diplomatique, notamment l'invasion du duché par l'armée française à la fin du XVe siècle, le royaume de France réussit à effectuer un premier rapprochement, avec le mariage de trois rois de France successifs avec les duchesses Anne de Bretagne et sa fille Claude. En 1532, l'union du duché de Bretagne et du royaume de France est proclamée, celle-ci sera effective en 1547 lors de l’accession au trône de France du dernier duc, Henri II. La nouvelle province française gardera cependant une grande autonomie, son propre parlement provincial, ses états provinciaux et ses privilèges jusqu'à la Révolution française de 1789, qui l'en dépossédera.

## Histoire

### De l'Armorique à la Bretagne (Ve–Xesiècle)

#### Les origines
Le Moyen Âge est d'abord un temps d'émancipation politique pour l'ouest de l'Armorique qui passe progressivement sous le contrôle des Bretons. Ces derniers quittent la Bretagne insulaire sous la pression des Saxons, des Angles, des Jutes, des Pictes et des Scots. Cette immigration commence à la fin du IVe siècle et dure jusqu'au VIe siècle inclus. Les Bretons constituent des petits royaumes communautaires qui résistent à l'avancée des Francs. 

#### Le royaume de Bretagne
Le premier véritable royaume de Bretagne atteint son expansion territoriale maximale sous le règne d'Erispoë (851-857), fils de Nominoë, missus imperatoris  carolingien ayant arraché l'indépendance. Le territoire s'étend brièvement sur le Cotentin, l'Avranchin ainsi qu'une partie du Maine.
Le IXe siècle est cependant une période de rétraction territoriale sous la poussée des Vikings. Le royaume se désintègre et perd nettement en autonomie politique. L'invasion scandinave marque une première rupture dans l'histoire de la Bretagne médiévale, en ouvrant l'ère des ducs (938-1532) qui vit alterner des phases d'effacement politique, de mise en tutelle et de montée en puissance d'un état quasi-souverain.

### Naissance du duché

Incursions Vikings des en Bretagne. L'emplacement des camps vikings supposés ou attestés n'est validé par aucune preuve archéologique de leur présence sur le site, sauf peut-être à Péran et plus sûrement à Landévennec

Le royaume devint duché en 938. La période fut marquée par un effacement politique des rois de Francie occidentale, qui ne profita que partiellement à la Bretagne. Alain Barbetorte prit le pouvoir en 938, et devint le premier duc de Bretagne lorsqu'il refusa de prendre le titre de roi, s'intitula princeps (premier des seigneurs) et prêta hommage au roi Louis IV en 942,.
Le duché connut pendant un siècle une période de faiblesse politique liée aux attaques des peuples scandinaves et aux guerres civiles déchirant les maisons comtales pour le contrôle du duché. Les maisons comtales de Nantes (938-988), de Rennes (988-1066) et de Cornouaille (1066-1167) s’avérèrent incapables de s'imposer à l'ensemble du territoire et subirent les pressions et l'influence des ducs de Normandie, des comtes de Blois ainsi que d'Anjou. De 952 à 1199, aucun duc ne prêta directement hommage au roi des Francs.
En 1064, Guillaume II de Normandie mena une expédition contre la Bretagne, à laquelle participa activement Harold Godwinson, qui sera ensuite son adversaire à la bataille d'Hastings. La tapisserie de Bayeux relate les prises successives des forteresses de Dol-de-Bretagne, Rennes et Dinan.
Le règne long et stable d’Alain Fergent permit une première extension des possessions bretonnes, dont la confirmation de l'attribution de l'honneur de Richmond (il avait été accordé à Alain le Roux par Guillaume le Conquérant et transmis par héritage aux ducs de Bretagne). Sa femme, Ermengarde d'Anjou, assura la régence du duché pendant cinq années durant son absence lors la première croisade. Elle participa à la fondation de l'abbaye de Fontevraud et entretint de nombreux échanges avec le moine Bernard de Clairvaux. Son fils Conan III le Gros continua son œuvre de rétablissement de l’autorité centrale bretonne. Le petit-fils de celui-ci, le duc Conan IV, se trouva dépendant des rois d'Angleterre. À sa mort, une crise de succession s'ouvrit et le duché passa sous la tutelle du roi d'Angleterre Henri II. Entre 1166 et 1186, Henri II réunit de facto la Bretagne à ses possessions continentales,.
Le royaume passa sous la domination capétienne en 1213. Pierre de Dreux, dit aussi "Pierre Mauclerc", devint duc de Bretagne en épousant Alix de Thouars, et reconnut l'hommage lige au roi de France. L'affirmation de l'autorité royale sous Louis VI et Louis VII, puis l'expansion du domaine royal sous le règne de Philippe II Auguste, expliquent les raisons qui conduisirent en 1199 à l'hommage devant Philippe II Auguste, mais aussi le développement des institutions ducales.
Dans l'histoire du duché de Bretagne, les époux des duchesses ont été considérés comme ducs, alors qu'ils n'étaient que régents, baillistres ou encore ducs jure uxoris ou « par le droit de la duchesse ». Il en fut ainsi de 1060 à 1201 avec les duchesses Havoise, Berthe, Constance ou Alix. La duchesse Constance, en particulier, a une forte légitimité, ayant toujours résisté, ayant été soutenue par le peuple breton et ayant été reconnue par la noblesse bretonne. La fille de Conan IV, née vers 1161, fut mariée trois fois et eut pour époux successifs Geoffroy II de Bretagne, Ranulph de Blondeville puis Guy de Thouars.
Avec son premier époux (qui s'attacha de façon surprenante à la Bretagne), Constance fut la mère d'Aliénor et du futur duc Arthur Ier de Bretagne. Avec son troisième époux, elle donna naissance à la future duchesse Alix de Bretagne (les droits d'Aliénor, emprisonnée à Bristol par les Anglais, passeront à Alix). L'Assise au comte Geoffroy reconnaît le droit d'aînesse pour éviter les réductions des terres et le démantèlement du service d'armes des seigneuries. En 1187, Arthur Ier de Bretagne, né sept mois après la mort de son père dans un tournoi, n'était âgé que de onze ans et sa mère assura la régence avec le soutien des Bretons face à Richard Cœur de Lion. La domination des Angevins en Bretagne prit fin en 1203, quand le roi Jean sans Terre fit tuer son neveu, le duc Arthur, âgé de dix-sept ans. Il était en effet un héritier possible pouvant prétendre au trône d'Angleterre puisque fils de Geoffroy, frère aîné de Jean sans Terre.
Arthur Ier, qui était né posthume, le 29 mars 1187, préoccupa beaucoup les rois d'Angleterre. Henri II, Richard Cœur de Lion puis Jean sans Terre qui transformèrent sa courte vie en une série d'épreuves. En effet, avec les textes de la matière de Bretagne, depuis 1135, le mythe du retour d'un grand roi qui réunirait Cornouaille, Pays de Galles et Armorique avait été répandu (en grande partie par Henri II lui-même, qui cherchait à apparaître comme ce roi). Henri II fut donc très mécontent que Constance donnât à son fils ce prénom. Trois ans après la naissance d'Arthur, Henri II fera tout pour prouver que le roi Arthur, celui de la Table ronde qui avait vécu au Ve siècle, était bien mort et enterré à Glastonbury, sans aucune chance d'un quelconque retour, comme les populations l'espéraient. Très meurtris, après ce qui apparut comme l'assassinat de ce jeune duc, les Bretons se tournèrent vers le roi de France Philippe II Auguste.

### La Bretagne capétienne
Le mariage en 1213 d’Alix de Thouars, héritière de Bretagne, à un capétien, Pierre de Dreux dit Mauclerc, inaugure une nouvelle dynastie, celle des Dreux. Pierre Mauclerc devient à son tour baillistre de Bretagne pour sa femme, puis pendant la minorité de leur fils aîné, Jean Ier.
Jean Ier le Roux et Jean II le Saint se succèdent. Jean Ier est pondéré mais, en 1240, il mène un combat contre les Juifs et, en 1270, participe à la huitième croisade avec Louis IX. Il est l'allié du roi de France Philippe III le Hardi, tout en gardant un œil sur son comté de Richemont. Jean II meurt à Avignon lors de sa rencontre avec le pape Clément VI.
En 1297, le duc Jean II obtient le titre de pair de France. Arthur II et Jean III le Bon sont des ducs pacifiques durant 36 ans. Au moment où, en France, l'exclusion salique se met en place à partir de Philippe VI, les vingt-trois années de guerres, impliquant pour les Montfort le fils d'Arthur II (soutenu par le roi Édouard III d'Angleterre) et pour les Penthièvre la nièce de Jean III (soutenue par Philippe VI de Valois), la Bretagne maintient cependant, comme en Grande-Bretagne, la filiation au duché hors de l'exclusion salique.
Dès la fin du XIIIe siècle et bien avant l'ordonnance de Villers-Cotterêts, l'administration ducale abandonna le latin au profit du français, sans passer par le breton. Jusqu'au XIIIe siècle, les actes administratifs et juridiques sont rédigés en latin, puis le français concurrence le latin dans les actes de la chancellerie,.

### La guerre de Succession de Bretagne
Après la guerre de Succession de Bretagne, Jean IV de Montfort le Victorieux et Jean V le Sage permettent à la Bretagne, durant soixante-dix-huit ans, de continuer à entretenir des liens avec la couronne d'Angleterre, grâce au comté de Richmond, jusqu’à la guerre des Deux-Roses, moment où l'Angleterre n'est plus en mesure d'aider la Bretagne. La Bretagne du duc François Ier, dit « le Bien-Aimé », se rapproche du royaume de France. Pierre II, dit « le Simple », est suivi par Arthur III, le justicier de Richemont, connétable du roi de France Charles VII, comme le furent Bertrand Du Guesclin de Charles V, et Clisson de Charles VI. Arthur III, connétable de France, combat les Anglais. Son neveu, le duc François II, pour sa part, participe à la guerre folle, fronde de grands seigneurs féodaux contre le roi de France. Il est battu et son pouvoir restreint sur ses fiefs, dont le duché de Bretagne. Durant son opposition au roi de France, il tente de donner à la Bretagne les attributs d'un royaume et fonde l'université de Nantes et, à Pontivy, la première imprimerie bretonne.

### La fin du duché

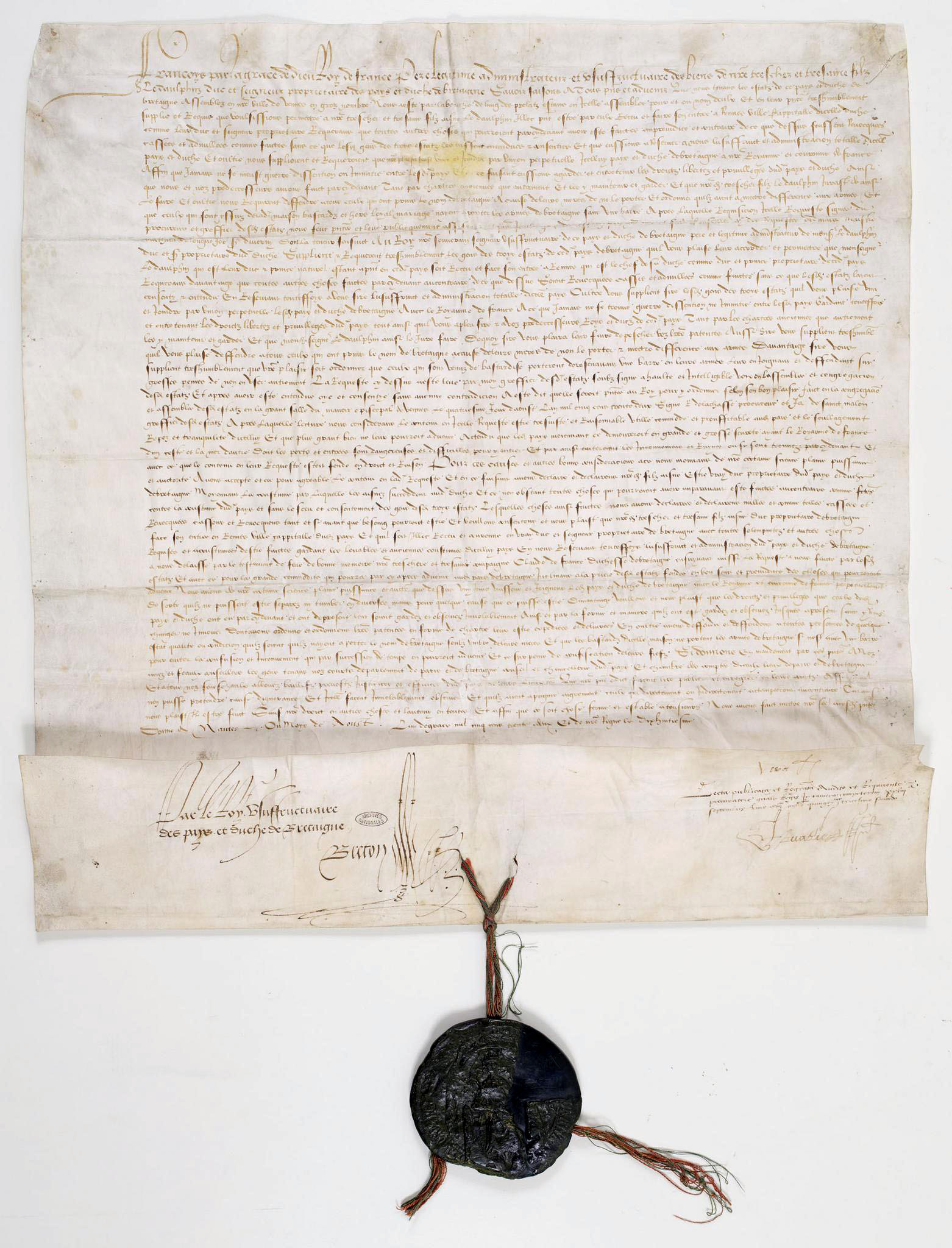
Lettres patentes proclamant la réunion perpétuelle du duché de Bretagne à la couronne de France, août 1532. Archives nationales.

La guerre avec la France reprend dès janvier 1489, mais le duché peut cette fois compter sur l'aide militaire de ses alliés : des renforts allemands débarquent à Roscoff, des Anglais à Morlaix et des troupes du comte de Salinas reprennent quelques places fortes tenues par les Français. Une nouvelle trêve est ainsi obtenue, signée en juillet de la même année à Francfort entre Charles VIII et Maximilien d'Autriche. La duchesse Anne conclut avec ce dernier un mariage en 1490 de façon à renforcer l'alliance contre la France ; ceci se traduit par une nouvelle incursion française qui débouche cette fois sur un nouveau mariage (le précédent n'ayant pas été consommé) entre Anne et Charles VIII, conclu en décembre 1491. La duchesse cède alors à son mari tous droits sur le duché. Celui-ci reconduit les privilèges dont bénéficient les Bretons en 1492, mais supprime plusieurs administrations propres au duché afin de pousser son intégration au royaume. La mort de Charles VIII en 1498 met cependant fin à ce processus et Anne recouvre certains de ses droits sur le duché. Son remariage avec le nouveau roi de France Louis XII intervient en 1499, mais cette fois les clauses du mariage préservent l'indépendance du duché.
S'ensuit le mariage de Claude de France, la fille héritière d'Anne de Bretagne, avec le futur roi de France François Ier. Contrairement à son prédécesseur Charles VIII, François Ier intègre le duché au domaine royal. François Ier conserve les institutions du duché de Bretagne, mais place peu à peu des hommes de confiance lors de vacances d'office. Il se ménage aussi la fidélité de la noblesse locale, permettant l'intégration progressive du duché au sein du domaine royal.
L'année 1532 voit l'aboutissement de ce processus d'intégration. Les États de Bretagne réunis à Vannes adoptent le 4 août 1532 un vœu reconnaissant le dauphin comme duc, ce qui aboutit à la promulgation de l'édit d'Union le 13 août à Nantes, réunissant les deux entités, tout en garantissant les droits et privilèges de l'ancien duché « sans rien y changer ni innover ». L'édit du Plessis-Macé signé en septembre 1532 délimite les libertés fiscales, judiciaires et ecclésiastiques de la province.

### La Bretagne intégrée au domaine royal
Bien que le titre de duc de Bretagne et de roi de France fussent détenus par la même personne, il n'y eut pas de fusion des États et les chancelleries restèrent distinctes. Une partie de la noblesse bretonne, notamment les descendants de Jeanne de Penthièvre, souhaitent se voir attribuer le fief de Bretagne ou tout du moins le comté de Penthièvre annexé par François II. À la mort d’Henri III, le dernier descendant en ligne masculine de Claude, les héritiers théoriques de ses droits en Bretagne et en Auvergne étaient l’infante Isabelle-Claire-Eugénie d'Autriche, dernière souveraine espagnole des Pays-Bas, ainsi qu'Henri II, duc de Lorraine , la première étant la fille aînée de la fille aînée du roi de France Henri II, mais une femme, le second étant un homme mais le fils de la fille cadette. La Bretagne avait un système qui donnait une petite prééminence aux héritiers mâles, même s’ils héritaient de leurs droits par les femmes. L'exclusion salique ne fut jamais mise en place, a contrario avec la France.
Néanmoins, Philippe II d'Espagne, principal ennemi de la France à cette époque, offre aux deux de les soutenir afin de diviser la France. Mais en Bretagne, rien ne vient appuyer ceci. Au contraire, le duc de Mercœur, un des chefs de la Ligue catholique, gouverneur de Bretagne depuis 1582, revendique les droits de son fils mineur, descendant en ligne directe de la duchesse Jeanne de Penthièvre. Il organise en 1588 (immédiatement après l’assassinat du duc de Guise) un gouvernement à Nantes, soutenu par l’Espagne, qui ne fait sa reddition à Henri IV qu’en 1598, conclue par le mariage de sa fille avec un des bâtards d’Henri IV, ce qui confirme le contrôle direct de la France sur la Bretagne. C’est donc dans la dernière province où la Ligue lui résistait qu’Henri IV signe un édit de tolérance, l’édit de Nantes.

## Emblèmes et symboles

### Héraldique

#### De 1213 à 1316
Le premier duc de la maison de Dreux, Pierre Mauclerc, a choisi de briser les armes de son père, Robert II de Dreux, un échiqueté d'or et d'azur à la bordure de geules, par un franc-quartier d'hermine brochant, brisure destinée à faire date en introduisant l'hermine en Bretagne. Elles seront les armes du duc et du duché de Bretagne jusqu'au 13 décembre 1316, date à laquelle le descendant de Pierre, Jean III, change pour des hermines plaines.
| Blason | Blasonnement : Échiqueté d'or et d'azur à la bordure de gueules, au franc-quartier d'hermine brochant. |

#### À partir de 1316
Le 13 décembre 1316, Jean III opte donc pour des armes aux hermines plaines. Il y a plusieurs hypothèses à ce changement: le fait que l'azur et l'or ne sont plus considérés comme "royaux", le fait que l'échiqueté est passé de mode, remplacé par le semé, désormais associé au pouvoir, mais il faut surtout y voir le résultat du conflit entre Jean III et sa belle-mère Yolande de Dreux, en rompant avec les armes des Dreux,. Cet écu d'hermine est la source de toute l'emblématique bretonne : la bannière herminée a donné le drapeau traditionnel, puis le franc-quartier du Gwenn ha du ; Jean IV y a puisé sa devise personnelle, son ordre de chevalerie, sa livrée et le nom du château de sa capitale (Vannes/Gwened) ; ses couleurs furent reprises au XVe siècle par la croix noire[réf. nécessaire].
| Blason | Blasonnement : d’hermine plain |

### L'hermine naturelle
L'hermine, dite "naturelle", est l'animal proprement dit. Mammifère de l'hémisphère nord, elle se caractérise par une fourrure noire pendant la période estivale et une fourrure blanche l'hiver. La rareté de cette fourrure fit qu'elle fut l'apanage des plus puissants, qui s'en servaient pour signifier leur pouvoir et leur autorité, en la portant en manteau de cérémonie lors d'un sacre par exemple. Le duc Jean III fut le premier à en faire le motif principal de son blason. Depuis, elle apparut sur les sceaux des ducs puis des États de Bretagne, à la cathédrale Saint-Corentin de Quimper, sur les sablières de tant d'églises, sur les châteaux des Montfort et un peu partout en support d'armoiries.
Elle est devenue le symbole de la Bretagne car, selon une légende, au cours d’une chasse d’Anne de Bretagne avec sa cour, une hermine parvint à échapper à se faire tuer par les chasseurs, mais, acculé par un chemin marécageux, l’animal aima mieux mourir que se salir. La duchesse Anne, impressionnée par son attitude, recueillit l'hermine et défendit qu'on y touchât. Elle devint l'emblème de la Bretagne pour son courage et donna naissance à la devise Potius mori quam foedari (« Plutôt mourir que se souiller », en breton kentoc'h mervel eget bezañ saotre). Selon les légendes, le personnage cité peut aussi bien être Konan Meriadeg, le roi Nominoë ou Barbe-Torte.

### Devise
La devise, ou mot, des ducs de Bretagne est "A ma vie". Cette formule a été utilisée par les ducs dès avant Jean IV. La tradition rapporte aussi le mot Potius mori quam foedari : « Plutôt mourir que déshonorer », ou « Plutôt la mort que la souillure » (en breton : « Kentoc'h mervel eget bezañ saotret »). Il n'apparait qu'une seule fois dans un livre d'heures dédié à Anne de Bretagne et semble être un ajout du XVIIe siècle.

### Titulature
Jusqu'en 1385, les ducs s'intitulaient simplement ducs de Bretagne, mais à partir de 1385, ils s'intitulent ducs de Bretagne par la grâce de Dieu, pour revendiquer leur indépendance. Cependant le titre de duc n'est pas reconnu par le royaume de France jusqu'en 1297, qui ne leur reconnait que le titre de comte de Bretagne, titre utilisé par les autres souverains, et qu'ils utilisent eux-mêmes pour écrire au roi jusqu'en 1256, mais qu'utilisent alors les comtes de Penthièvre, leurs vassaux, descendants d'Eudes de Penthièvre, fils cadet de Geoffroi Ier. En septembre 1297, Philippe le Bel érige la Bretagne en duché-pairie et lève donc toutes ambiguïtés.

## Institutions ducales

### Capitales
La condition de capitale, entre le XVe et le XVIIe siècle, ne correspond pas à un statut institutionnel. Les capitales pouvaient être des villes qui luttent pour imposer ce statut, en imposant leur primauté, mais la capitale désignait aussi la ville qui hébergeait certaines institutions. Dans les deux cas, une certaine crédibilité était nécessaire. En Bretagne quelques villes sont concernées. À la fin du XVe siècle, lorsque François II était duc de Bretagne, les fonctions politiques furent partagées entre trois villes : Rennes, Nantes et Vannes. Chacune d'entre elles était aussi dotée d'une sénéchaussée et d'un évêché. Concernant les États de Bretagne, leurs sessions n'étaient liées à aucune ville.
Nantes devint la nécropole ducale depuis Pierre II. La ville devint la résidence principale de la cour ducale sous François II. Le duc fit réaliser d'importants travaux pour le château. La ville abrita également les services du conseil et de la chancellerie de Bretagne, ainsi que, à partir de 1460, une université .
Vannes accueillit la chambre des comptes de Bretagne, puis à partir de 1485, le siège d’un Parlement sédentarisé, chargé des appels judiciaires, et qui s’y réunit pour une session annuelle de deux mois, abritant ainsi un pouvoir financier et judiciaire.
Rennes était la ville du couronnement ducal, lequel se célébrait dans la cathédrale Saint-Pierre. Il s'agissait d'une fonction ancienne, et avant tout prestigieuse.
Entre 1490 et 1540, la fin de l'indépendance est marquée par certaines transformations. L’université de Nantes poursuit son existence, mais sans le soutien ducal. La chambre des comptes est déplacée à Nantes, au détriment de Vannes. Les sessions du parlement ne sont plus sédentaires, mais partagées entre Nantes, Rennes et Vannes : les lettres du roi qui le convoquent indiquent chaque année le lieu où il se tiendra. Le conseil et chancellerie de Bretagne siège exclusivement à Rennes, au détriment de Nantes. Le rôle de Vannes en tant que ville capitale décline progressivement à partir de la première moitié du XVIe siècle.

### Office
- Chancelier de Bretagne, il avait des fonctions semblables à celles d'un premier ministre, avec des pouvoirs moindres. Il assistait le duc dans ses décisions. Le chancelier breton le plus célèbre fut Guillaume Chauvin : il occupa cette fonction sous le duc François II, avant d'être emprisonné pour ses opinions politiques par Pierre Landais, trésorier de la cour, à qui il s'était opposé. La chancellerie de Bretagne fut abolie par Charles VIII de France en 1494 par lettres-patentes.
- Connétable de Bretagne
- Maréchal de Bretagne
- Amiral de Bretagne
- Chambellan de Bretagne
- Sénéchal de Bretagne

### Subdivisions

Les neuf provinces et leurs pays traditionnels de Bretagne.

La Bretagne est historiquement subdivisée en neuf provinces correspondant grosso modo aux neuf évêchés bretons :
- Bro Leon : Pays de Léon - Saint-Pol-de-Léon ;
- Bro Gernev ou Kernev : Cornouaille - Quimper ;
- Bro Dreger ou Bro Treger : Trégor - Tréguier ;
- Bro St Brieg : Pays de Saint-Brieuc - Saint-Brieuc ;
- Bro St Maloù : Pays de Saint-Malo - Saint-Malo ;
- Bro Zol : Pays de Dol - Dol-de-Bretagne ;
- Bro Roazhon : Pays de Rennes - Rennes ;
- Bro Naoned : Pays de Nantes - Nantes ;
- Bro Waroch : Broerec ou Pays de Vannes - Vannes.

Lors de la guerre de Succession de Bretagne, il y eut un projet de scinder la Bretagne en deux duchés, l'un au nord, l'autre au sud.

#### Comtés
- Comté de Rennes (intégré au duché sous Pierre Mauclerc) (comtes)
- Comté de Nantes (intégré au duché au cours du XIIIe siècle) (comtes)
- Comté de Vannes (intégré au duché sous Conan Ier) (comtes)
- Comté de Cornouaille (comtes)
- Comté de Penthièvre (comtes)
  - Comté de Goëlo (comtes)
  - Comté de Guingamp (comtes)
- Comté de Léon
- Comté de Porhoët (comtes)

#### Vicomtés
- Vicomté de Léon (vicomtes)
- Vicomté de Rohan (1104) (vicomtes)
- Vicomté de Donges (vicomtes)
- Vicomté de Rennes (vicomtes)
- Vicomté du Faou (1019)

#### Baronnies
- Baronnie d'Avaugour (1480) (barons)
- Baronnie de Léon (barons)
- Baronnie de Vitré (barons)
- Baronnie de Fougères (barons)
- Baronnie de Châteaubriant (barons)
- Baronnie d'Ancenis (barons)
- Baronnie de La Roche-Bernard (barons)
- Baronnie de Lanvaux (1485) (barons)
- Baronnie de Derval (1451) (barons)
- Baronnie de La Hunaudaye (1487) (barons)
- Baronnie du Pont-l'Abbé (1492) (barons)
- Baronnie de Coëtmen (1487) (barons)
- Baronnie de Quintin (1451) (barons)
- Baronnie de Malestroit (1451) (barons)
- Baronnie de Pontchâteau (barons)
- Baronnie de Retz (1338) puis duché de Retz (1581) (barons et ducs)

#### Bailliages et sénéchaussées
- Sénéchaussée du Brouërec
- Sénéchaussée de Cornouaille et de Poher
- Sénéchaussée de Lamballe
- Sénéchaussée de Léon
- Sénéchaussée de Moncontour
- Sénéchaussée de Nantes
- Sénéchaussée de Penthièvre
- Sénéchaussée de Ploërmel
- Sénéchaussée de Rennes
- Sénéchaussée de Tréguier ou/et de Guingamp

#### Divisions ecclésiastiques
- Évêché de Cornouaille (évêques)
- Évêché de Dol (évêques)
- Évêché de Léon (évêques)
- Évêché de Nantes (évêques)
- Évêché de Rennes (évêques)
- Évêché de Saint-Brieuc (évêques)
- Évêché de Saint-Malo (évêques)
- Évêché de Tréguier (évêques)
- Évêché de Vannes (évêques)